# Gustav Kiepenheuer Verlag
Gustav Verlag Kiepenheuer a fost o editură germană care a funcționat din anul 1909 până în 2010. 

## Istoric

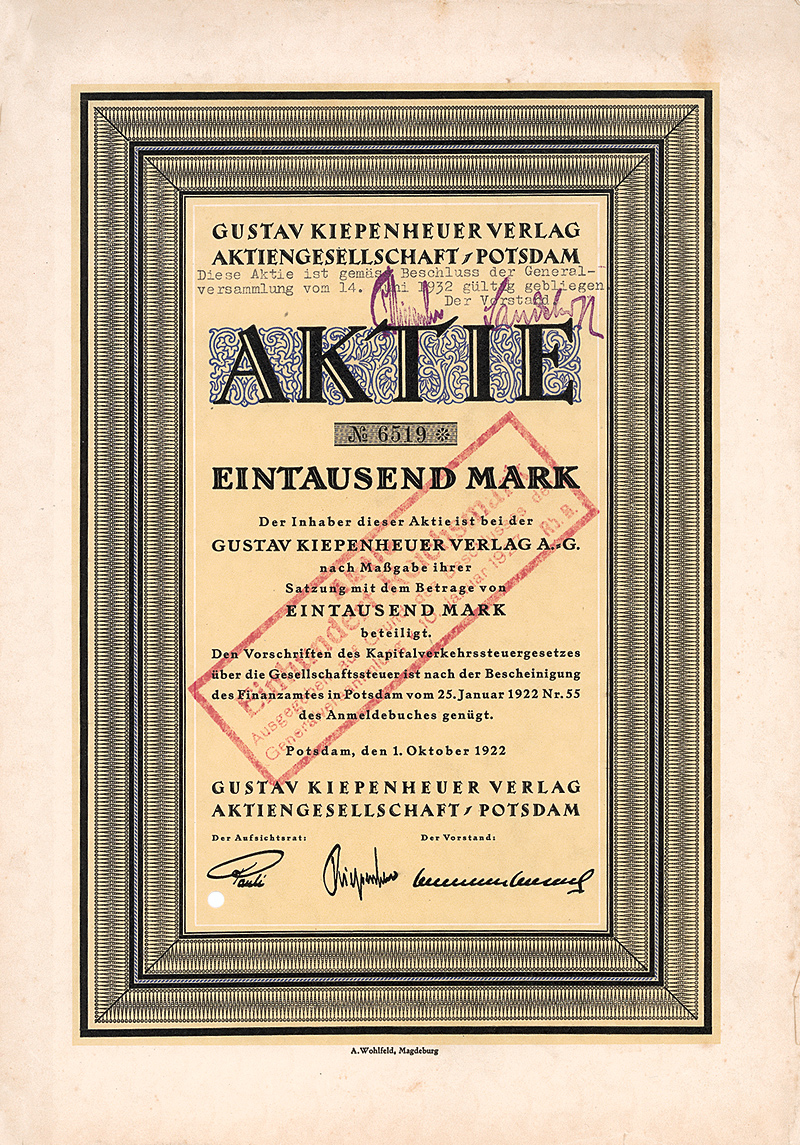
Acțiune de 1000 de mărci emisă de Gustav Verlag Kiepenheuer AG la 1 octombrie 1922

Librarul Gustav Kiepenheuer, un coleg al lui Ernst Rowohlt și Kurt Wolff, a preluat în anul 1908 magazinul de cărți, obiecte muzicale și de artă al lui Ludwig Thelemann din Weimar și a fondat în 1909 o editură cu numele său. Primele titluri tipărite s-au referit la clasicii de la Weimar: Damals in Weimar (1910) și Das Leben in Alt-Weimar de Wilhelm Bode (1912), precum și cartea în două volume Das nachklassische Weimar de Adelheid von Schorn (1911-1912). Prin colecția bibliofilă Liebhaber-Bibliothek, editorul și-a câștigat un prestigiu printre prietenii cărții. În următorii ani au fost publicate cărți și reviste în domeniul artelor vizuale și a fost lansată colecția Deutsche Orient-Bücherei (1915). 
În 1917 a apărut primul număr al revistei Das Kunstblatt. Editura s-a mutat la Potsdam în 1919. Printre autorii publicați în această perioadă s-au numărat André Gide, Bertolt Brecht, George Bernard Shaw, Lion Feuchtwanger, Hans Henny Jahnn, Arnold Zweig și Anna Seghers, care au imprimat editurii un program cultural de stânga. Cazul sergentului Grișa (1927) a fost cea mai de succes carte din prima parte a istoriei editurii. Hermann Kesten a devenit redactor al editurii în 1928.
După mutarea editurii la Berlin, în 1929, s-au mai adăugat pe lista autorilor publicați Gottfried Benn, Marieluise Fleißer și Joseph Roth; s-ar putea spune că o mare parte din elita literară beletristică din perioada interbelică și-a publicat cărțile la Kiepenheuer.
Când național-socialiștii au preluat puterea în 1933, 75% dintre editurile din Germania au fost închise, iar Kesten și coproprietarul și directorul general Fritz Helmut Landshoff și-au continuat activitatea editorială la editurile de limbă germană Allert de Lange și Querido din Amsterdam. În 1936 a fost lansată colecția Kiepenheuer Bücherei, care conținea descrieri de călătorie, texte filosofice și scrisori și creații ale poeților antici și moderni. Ulterior Kiepenheuer Verlag din Leipzig a reluat colecția. Sediul din Berlin a fost închis în 1944, la ordinul Reichsschrifttumkammer.
La un an după terminarea războiului, editura a fost reînființată la Weimar. În 1948, Joseph Caspar Witsch a devenit coproprietar și director general. În 1949 a murit Gustav Kiepenheuer după o lungă boală, iar văduva lui, Noa Kiepenheuer, a continuat activitatea editorială. În 1951 a avut loc ruperea companiei, ca urmare a schimbării acționariatului. În vestul Germaniei Witsch a fondat Kiepenheuer & Witsch-Verlag, cu sediul inițial la Hagen, iar mai târziu în Köln. În 1969, editorul Reinhold Neven DuMont, ginerele lui Witsch, a preluat conducerea companiei.
În Est, Kiepenheuer Verlag a fost condusă de Noa Kiepenheuer până la moartea sa, în 1971, apoi de Friedemann Berger din Weimar. În 1977 a fost achiziționată în numele Partidului Socialist Unit din Germania (SED) de către Kinderbuchverlag din Berlin. A urmat o fuziune cu Insel Verlag din Leipzig, Dieterich'sche Verlagsbuchhandlung și Paul List Verlag, fiind format grupul editorial Kiepenheuer din Leipzig. Activitatea editorială a fost concentrată aproape exclusiv în zona clasică a literaturii universale, a istoriei cultului, a avangardei europene de la începutul secolului, precum și a literaturii și filosofiei orientale.
Schimbările survenite începând din 1989 a dus, după mai multe frământări, la încorporarea editurii în 1994 în grupul Aufbau-Verlag din Berlin, deținut de Bernd F. Lunkewitz. Editura a rămas pentru moment în Leipzig, dar a fost transferată succesiv la Berlin până la sfârșitul anului 2003. Programul editorial l-a constituit mai întâi (din nou) literatura contemporană; editura a fost poziționată apoi în domeniul literaturii de divertisment, al cărților de non-ficțiune populare și al cărțilot cadou. În anul 2010 funcționarea editurii Kiepenheuer a fost întreruptă de Aufbau-Gruppe.

## Arhiva
Arhiva Gustav Kiepenheuer Verlag din Leipzig și a filialei din Leipzig a Dieterich'schen Verlagsbuchhandlung, compusă din „rapoarte anuale; protocoale ale ședințelor; corespondența cu autorii Lion Feuchtwanger, Hermann Hesse, Victor Klemperer, Oskar Kokoschka, Joachim Ringelnatz, Carl Zuckmayer, Stefan Heym; rapoartele lectorilor; contracte de editare; istoria editurii; documente și fotografii ale familiei Kiepenheuer”, a fost declarată arhivă valoroasă pe plan național și inclusă sub protecția bunurilor culturale prevăzută de Convenția de la Haga pentru protecția bunurilor culturale în caz de conflict armat . Arhiva a fost depozitată în anul 1996 în Saxon Arhivele statului Saxonia din Leipzig.